# Little Colonsay
Little Colonsay (Colbhasa Beag en gaèlic) és una petita illa deshabitada de les Hèbrides Interiors, situada al nord-oest d'Escòcia. Es troba a l'oest de l'illa de Mull, al nord-est de l'illa de Mull.
La geologia de l'illa és bàsicament basàltica, tot i que de forma menys contundent que la seva veïna Staffa. Little Colonsay és actualment propietat de Michael Hare, 2n Vescomte Blakenham, però no ha estat habitada des dels anys 1940.